# 660
660（六百六十、ろっぴゃくろくじゅう）は自然数、また整数において、659の次で661の前の数である。

## 性質
- 660は合成数であり、約数は1, 2, 3, 4, 5, 6, 10, 11, 12, 15, 20, 22, 30, 33, 44, 55, 60, 66, 110, 132, 165, 220, 330, 660である。
  - 約数の和は2016。
  - 161番目の過剰数である。1つ前は654、次は666。
    - σ (n) ≧ 3n を満たす n とみたとき10番目の数である。1つ前は600、次は672。(ただしσは約数関数、オンライン整数列大辞典の数列 A023197)
    - 約数の和が2000を超える最小の数である。

  - 40番目の高度過剰数である。1つ前は630、次は720。
  - 約数を24個もつ8番目の数である。1つ前は630、次は672。
  - 約数の積の値がそれ以前の数を上回る33番目の数である。1つ前は630、次は672。(オンライン整数列大辞典の数列 A034287)
- 160番目のハーシャッド数である。1つ前は648、次は666。
  - 12を基とする15番目のハーシャッド数である。1つ前は624、次は732。
- 1～28までの約数の和である。1つ前は604、次は690。
- 660 = 22 + 162 + 202 = 82 + 142 + 202
  - 3つの平方数の和2通りで表せる147番目の数である。1つ前は658、次は667。(オンライン整数列大辞典の数列 A025322)
  - 異なる3つの平方数の和2通りで表せる128番目の数である。1つ前は658、次は664。(オンライン整数列大辞典の数列 A025340)
- 660 = 22 × 3 × 5 × 11
  - 4つの異なる素因数の積で p 2 × q × r × s の形で表せる3番目の数である。1つ前は630、次は780。(オンライン整数列大辞典の数列 A189982)
- n = 660 のとき n と n − 1 を並べた数を作ると素数になる。n と n − 1 を並べた数が素数になる69番目の数である。1つ前は652、次は664。(オンライン整数列大辞典の数列 A054211)
- n = 660 のとき n と n + 1 を並べた数を作ると素数になる。n と n + 1 を並べた数が素数になる84番目の数である。1つ前は656、次は666。(オンライン整数列大辞典の数列 A030457)
  - n = 660 のとき n と n − 1 および n と n + 1 を並べた数が素数になる17番目の数である。1つ前は612、次は822。(オンライン整数列大辞典の数列 A068700)
例．660659 と 660661 は素数。またこの2つの素数は双子素数である。
- 660 = 262 − 16
  - n = 26 のときの n 2 − 16 の値とみたとき1つ前は609、次は713。(オンライン整数列大辞典の数列 A028566)
- 約数の和が660になる数は3個ある。(344, 545, 659) 約数の和3個で表せる20番目の数である。1つ前は640、次は810。
- 各位の和が12になる58番目の数である。1つ前は651、次は705。

## その他 660 に関連すること
- 日本の軽自動車は、1990年1月以降ガソリンエンジンの場合エンジンの総排気量が660cc以下に定められている。
- 西暦に660を加えると皇紀になる。
- 660号線 (オーストリア)
- 国際連合安全保障理事会決議660